# Флаг Кувейта
Флаг Куве́йта (араб. علم الكويت‎) — один из государственных символов Кувейта. Представляет собой полотнище, состоящее из трёх горизонтальных полос равной ширины. Сверху расположена полоса зелёного цвета, ниже — белого, под ней — красного. От основания флага отходит трапеция чёрного цвета, занимающая 1/2 ширины флага. Отношение ширины флага к длине — 1:2.
Флаг принят в 1961 году. Используется на суше как гражданский и государственный флаг, на море — как гражданский, государственный и военный флаг. Белый цвет символизирует стремление к делу, чёрный — поля сражений, зелёный — пастбища и государственную религию — ислам, красный — кровь, пролитую в боях с врагами.

## История
Когда Утуб обосновался в Кувейте, кувейтские корабли ходили под флагом, распространенным на западном побережье Персидского залива, — красным флагом, к которому возле мачты добавлялась зубчатая белая лента, похожая на нынешний флаг Бахрейна и называвшаяся по имени флага Сулайми. Этот флаг был поднят во времена правления шейха Сабаха I бин Джабера с 1746 по 1871 год.
В период османского правления в Кувейте использовался османский флаг — красный с белым полумесяцем и звездой. Этот флаг был сохранен после того, как страна стала британским протекторатом в соответствии с англо-кувейтским соглашением 1899 года.
В 1903 году Кувейт посетил британский вице-король и генерал-губернатор Индии лорд Керзон, шейх Мубарак ас-Сабах принял его и поднял красный флаг с белыми словами توكلنا على الله (Мы уповаем на Бога) на арабском языке.
В последующий период были предложены, но не приняты два различных дизайна флага. Первое предложение в 1906 году — красный флаг с белыми латинскими буквами (KOWEIT) и второе в 1913 году — османский флаг, но со словом كويت (Кувейт) на арабском языке в качестве канта.
Османский флаг продолжал использоваться до Первой мировой войны, когда в 1914 году во время Месопотамской кампании в районе реки Шатт-эль-Араб произошел инцидент с британцами из-за того, что Кувейт и вражеские османы использовали один и тот же флаг. Из-за этого Кувейт принял новый флаг — красный с надписью كويت (Кувейт) на арабском языке. Этот флаг использовался до 1921 года, когда шейх Ахмад Аль-Джабер Аль-Сабах добавил к флагу шахаду. Эта версия использовалась до 1940 года, когда он также добавил к флагу стилизованный соколиный коготь. Эти флаги были также изображены на гербах Кувейта. Красный флаг оставался национальным флагом Кувейта до принятия многоцветного флага в сентябре 1961 года, который выполнен в панарабских цветах, но каждый цвет также значим сам по себе.
9 января 2011 года в СМИ появилось сообщение, что в Кувейте сшит государственный флаг двухкилометровой длины. Флаг сшили и подарили стране ученицы начальной школы кувейтской столицы по случаю 50-летия независимости страны.

## Галерея

1762-1871
1903
1905
1906
1914-1921
1920
1921-1940
1940-1961
1961 -